# Йон Лепушняну
Йон Лепушняну (рум. Ion Lăpușneanu, 8 грудня 1908, Бухарест, Австро-Угорщина — 24 лютого 1994, Бухарест, Румунія) — румунський футболіст, що грав на позиції воротаря. По завершенні ігрової кар'єри — тренер.
Виступав, зокрема, за клуби «Венус» та «Рапід» (Бухарест), а також національну збірну Румунії.
Дворазовий чемпіон Румунії.

## Клубна кар'єра
Народився 8 грудня 1908 року в місті Бухарест. Вихованець футбольної школи бухарестського клубу «Венус». Дорослу футбольну кар'єру розпочав 1926 року в основній команді того ж клубу, в якій провів два сезони.
Згодом з 1928 по 1930 рік грав у складі команд «Банатуль Тімішоара» та «Спортул».
Своєю грою за останню команду знову привернув увагу представників тренерського штабу клубу «Венус», до складу якого повернувся 1931 року. Цього разу відіграв за бухарестську команду наступні чотири сезони своєї ігрової кар'єри. За цей час двічі виборював титул чемпіона Румунії.
1935 року уклав контракт з клубом «Рапід» з Бухаресту, у складі якого провів наступні два роки своєї кар'єри гравця.
Завершив професійну ігрову кар'єру у клубі «Глорія ЧФР» (Галац), за команду якого виступав протягом 1937—1938 років.

## Виступи за збірну
1929 року дебютував в офіційних матчах у складі національної збірної Румунії. Протягом кар'єри у національній команді, яка тривала 4 роки, провів у її формі 10 матчів.
У складі збірної був учасником чемпіонату світу 1930 року в Уругваї, де зіграв проти Перу (3:1) і Уругваю (0:4).

### Матчі в складі збірної
Балканський Кубок 1929—1931
1. (3) 25 травня 1930. Бухарест, Румунія. Румунія — Греція 8:1
2. (6) 12 жовтня 1930. Софія, Болгарія. Болгарія — Румунія 5:3

Чемпіонат світу 1930
1. (4) 14 липня 1930. Монтевідео, Уругвай. Румунія — Перу 3:1
2. (5) 21 липня 1930. Монтевідео, Уругвай. Уругвай — Румунія 4:0

Балканський Кубок 1932
1. (8) 28 червня 1932. Белград, Югославія. Румунія — Греція 3:0
2. (9) 3 липня 1932. Белград, Югославія. Югославія — Румунія 3:1

Кубок Центральної Європи для аматорів 1931—1934
1. (7) 8 травня 1932. Бухарест, Румунія. Румунія — Австрія 4:1

Товариські матчі
1. (1) 15 вересня 1929. Софія, Болгарія. Болгарія — Румунія 2:3
2. (2) 4 травня 1930. Белград, Югославія. Югославія — Румунія 2:1
3. (10) 2 жовтня 1932. Бухарест, Румунія. Румунія — Польща 0:5

## Кар'єра тренера
Розпочав тренерську кар'єру, повернувшись до футболу після невеликої перерви, 1942 року, очоливши тренерський штаб збірної Румунії.
1948 року став головним тренером команди «Політехніка» (Тімішоара), тренував тімішоарську команду один рік.
Потім тричі очолював «Арджеш», де і закінчив свою тренерську кар'єру в 1959 році.
Помер 24 лютого 1994 року на 86-му році життя.

## Титули і досягнення
- Чемпіон Румунії (2):

«Венус»: 1931—1932, 1933—1934